# 1986 no Brasil
Esta é uma cronologia dos fatos acontecimentos de ano 1986 no Brasil.

## Incumbente
- Presidente do Brasil - José Sarney (15 de março de 1985 - 15 de março de 1990)

## Eventos
- 16 de janeiro: Octávio Pinto Guimarães, apoiado e financiada pelo mafioso Castor de Andrade, é eleito presidente da CBF.[1]
- 28 de fevereiro: É lançado o Plano Cruzado, um plano econômico que estabelece o congelamento de preços. A moeda brasileira passa a se chamar Cruzado, que equivale a mil cruzeiros.[2][3]
- 17 de março : A 8ª Conferência Nacional de Saúde nasceu como um marco na história do Sistema Único de Saúde, o SUS.
- 28 de março: O segundo satélite de comunicações brasileiro, Brasilsat A2 é lançado por um foguete europeu Ariane 3, na base de lançamento de Kourou, na Guiana Francesa.[4]
- 16 de abril: O Congresso Nacional do Brasil aprova o Plano Cruzado, conhecido como o Plano de Estabilização Econômica nos anos 1980.[5]
- 30 de junho: Iniciava-se o Xou da Xuxa na TV Globo.
- 2 de julho: A Lei de Incentivo à Cultura é sancionada pelo presidente José Sarney.
- 29 de julho: Os presidentes do Brasil, José Sarney, e da Argentina, Raúl Alfonsín, firmam em Buenos Aires os acordos econômicos de integração mútua, base da futura criação do Mercado Comum do Sul (Mercosul).[6]
- 31 de outubro:O Volkswagen Fusca deixava de ser produzido após 30 anos de comercialização e 23 de liderança do mercado brasileiro e 3 milhões e 300 mil unidades foram comercializadas.
- 15 de novembro: São realizadas as eleições gerais para governadores, senadores, deputados federais e estaduais.[7]
- 15 de novembro: Foi eleita, pelo Partido dos Trabalhadores (PT), a primeira mulher negra para o cargo de deputada federal: Benedita da Silva, pelo Rio de Janeiro.
- 30 de novembro: Um terremoto de 5,3 graus na Escala Richter atinge o município de João Câmara, Rio Grande do Norte.[8]

## Nascimentos
- 4 de janeiro: Gum, futebolista.
- 10 de janeiro: Nino Paraíba, futebolista.
- 13 de janeiro: Ederson, futebolista.
- 19 de janeiro: Carlão, futebolista.